# 魏恩斯海姆
魏恩斯海姆（德語：Weinsheim）是德国莱茵兰-普法尔茨州的市镇，属于巴特克罗伊茨纳赫县。该市镇总面积为9.29平方千米，截至2023年12月31日总人口为1,788人。